# Arena Stožice
Arena Stožice – hala widowiskowo-sportowa w Lublanie. Arena znajduje się w dzielnicy Bežigrad i razem ze Stadionem Stožice wchodzi w skład kompleksu sportowego Stožice. Jest też największą i  najnowocześniejszą halą widowiskowo-sportową w Słowenii.
Była jedną z aren Mistrzostw Europy w koszykówce w 2013 roku. Odbyły się tam wszystkie mecze drugiej fazy grupowej oraz wszystkie mecze fazy pucharowej.